# Monica Zanchi
Pour les articles homonymes, voir Zanchi.
Monica Zanchi est une actrice suisse native de Berne et ayant essentiellement tourné en Italie. Elle a également mené une carrière de chanteuse disco sous le pseudonyme d'Angie Bee.

## Biographie
Née à Berne d'une mère suisse et d'un père italien, Monica Zanchi a huit ans quand elle rejoint ce dernier à Bergame. Adolescente rebelle, elle part « faire la route » à quinze ans avant d'entamer une carrière de mannequin à Milan.
Monica Zanchi fait ses débuts devant la caméra de Pasquale Festa Campanile aux côtés de Franco Nero et Corinne Cléry. Arrivée un peu par hasard au cinéma, elle tourne ensuite principalement dans des films de série B mêlant érotisme et horreur. On la voit notamment partager une scène lesbienne avec la rougissante Dirce Funari dans Emanuelle et les Collégiennes (it) ou manquer d'être dévorée vive sous les yeux de Laura Gemser dans Emanuelle chez les cannibales. La jeune actrice fait preuve de caractère et si elle accepte de se faire violence en tournant des scènes assez difficiles pour Alberto Cavallone, elle refuse en revanche à Tinto Brass d'assurer une séquence qui lui semble trop osée et gratuite. En 1978, elle est avec Maria Baxa, une des protagonistes de la comédie érotique Incontri molto ravvicinati... del quarto tipo (it) et tient aussi le rôle-titre de la coproduction Italo-espagnole Inés de Villalonga 1870 avec Maria Rey pour partenaire.
En 1977, la jolie blonde pose pour Playmen et fait la couverture de Ciné-revue.
On la retrouve aussi pour quelques brèves apparitions chez Dino Risi ou Claude Chabrol. Si elle se fait plus rare au cinéma pendant les années 1980, c'est qu'elle mène en parallèle une carrière de chanteuse lancée par le succès du titre disco Plastic Doll. Sois le nom d'Angie Bee, elle chante à travers l'Europe, en anglais et en italien et interprète des chansons de quelques films comme Vacanze in America.
Elle s'est ensuite reconvertie, avec une amie, dans le commerce d'antiquités à Zurich.

## Filmographie
- 1977 : La Proie de l'autostop (Autostop rosso sangue) de Pasquale Festa Campanile :
- 1977 : L'uomo, la donna e la bestia de Alberto Cavallone :
- 1977 : Voyeur pervers (L'occhio dietro la parete) de Giuliano Petrelli : Lucilla
- 1977 : Emmanuelle et les collégiennes (it) (Suor Emanuelle) de Giuseppe Vari (1977) : Monica Catsabriaga
- 1977 : Emanuelle chez les cannibales (Emanuelle e gli ultimi cannibali) de Joe D'Amato : Isabelle Wilkes
- 1978 : Porco mondo de Sergio Bergonzelli :
- 1978 : Incontri molto ravvicinati... del quarto tipo (it) de Mario Gariazzo : Monica
- 1979 : Inès de Villalonga 1870 (I peccati di una monaca) de Jaime Jesús Balcázar : Inès
- 1979 : Cher papa (Caro papà) de Dino Risi : (non créditée)
- 1980 : Action de Tinto Brass :
- 1982 : Vampirismus téléfilm de Giulio Questi : Yvette
- 1982 : L'inceneritore de Pier Francesco Boscaro dagli Ambrosi : Marika
- 1985 : Les Nuits chaudes de Cléopâtre (Sogni erotici di Cleopatra) de Rino Di Silvestro : (non créditée)
- 1987 : Helena, série télévisée de Giancarlo Soldi :
- 1990 : Jours tranquilles à Clichy de Claude Chabrol : une danseuse (non créditée)

## Photographie
- Ciné-revue, du 10 février 1977 : couverture
- Playmen, juillet 1977

## Discographie
- Plastic Doll / Walky talky Doll (45 tours SP)
- Bella di plastica (45 tours SP)